# Биссон, Ипполит Маглуар
Ипполит Маглуар Биссон (фр. Hippolyte Magloire Bisson; 1796, Гемене-сюр-Скорфф — 4 (16) ноября 1827, у о. Астипалея в Эгейском море) — лейтенант (по другим данным — мичман) французского военно-морского флота, герой Греческой национально-освободительной революции 1821—1829 гг.

## Биография
Ипполит Маглуар Биссон родился в 1796 году в Гемене-сюр-Скорффе.

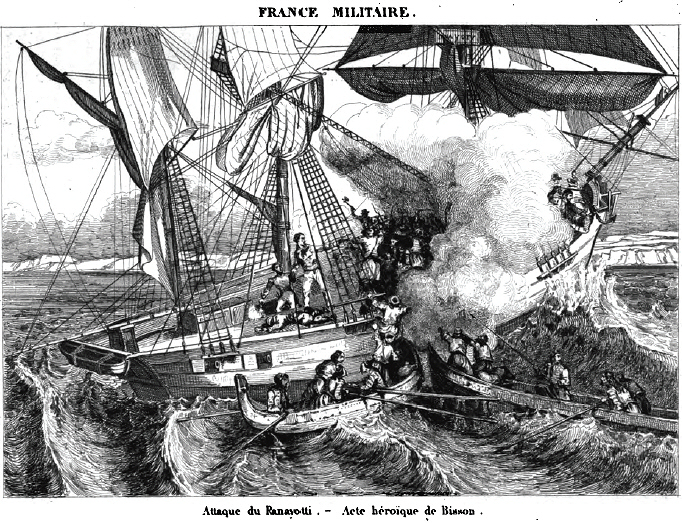
Атака на бриг «Панаиоти» под командованием Биссона

На службу во флот поступил в 1810 году. Добровольцем участвовал в Греческой национально-освободительной революции (1821—1829).
Командовал бригом «Панаиоти», захваченным у пиратов французской эскадрой контр-адмирала Анри Готье де Риньи, для передачи его грекам в Смирне. На борту корабля находились 15 членов французского экипажа и захваченные в плен пираты.
Находясь в одиночном плавании, близ острова Стампалия (ныне Астипалея), бриг «Панаиоти» подвергся нападению двух пиратских кораблей. С ходе сражения Биссон был тяжело ранен.
Отказавшись от капитуляции, взорвал находившийся под его командованием бриг вместе с немногочисленными остававшимися в живых членами экипажа, чтобы не отдавать судно в руки напавших на него пиратов, при этом и сам героически погиб.
В городе Лорьян (Франция) и в порту Астипалея в память об этом событии Биссону установлены памятники.